# إديث براون وايس
إديث براون وايس (بالإنجليزية: Edith Brown Weiss)‏ هي محامية وقاضية وأستاذة جامعية أمريكية، ولدت في 19 فبراير 1942 في سايلم في الولايات المتحدة.